# Saison 2016 de l'équipe cycliste Drapac
La saison 2016 de l'équipe cycliste Drapac est la onzième de cette équipe.

## Préparation de la saison 2016

### Arrivées et départs
| Arrivées      | Équipe 2015        |
| ------------- | ------------------ |
| Brendan Canty | Budget Forklifts   |
| Nathan Earle  | Sky                |
| Brad Evans    | Powernet           |
| Jason Lowndes | Garneau-Québecor   |
| Gavin Mannion | Jelly Belly-Maxxis |
| Jens Mouris   | Orica-GreenEDGE    |
| Thomas Scully | Madison Genesis    |

| Départs           | Équipe 2016           |
| ----------------- | --------------------- |
| Dylan Girdlestone | ?                     |
| Robbie Hucker     | Avanti IsoWhey Sports |
| Martin Kohler     | Roth                  |
| Darren Lapthorne  | retraite              |
| Cameron Peterson  | ?                     |
| Malcolm Rudolph   | ?                     |
| Wouter Wippert    | Cannondale            |

## Coureurs et encadrement technique

### Effectif

Portraits
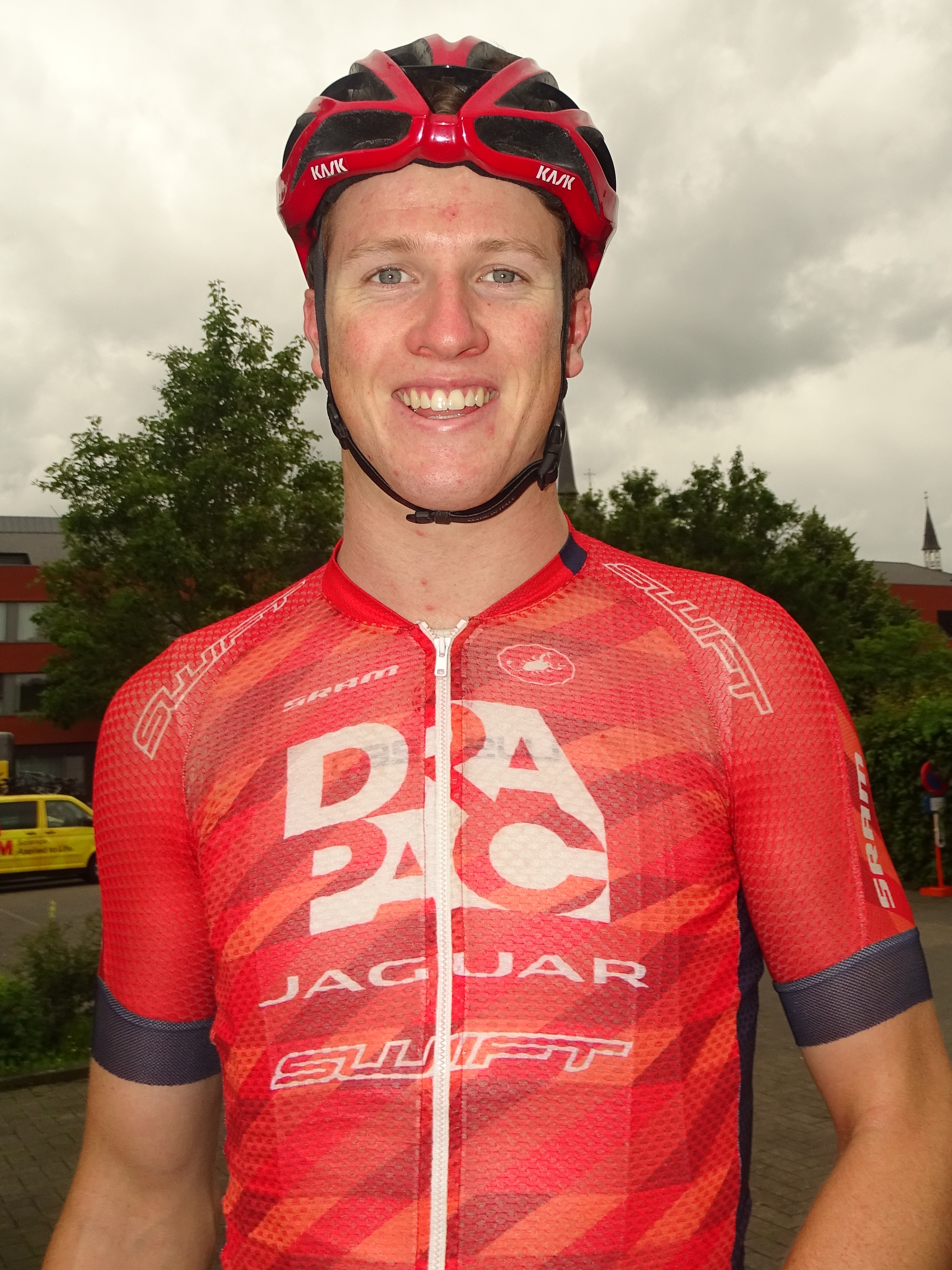
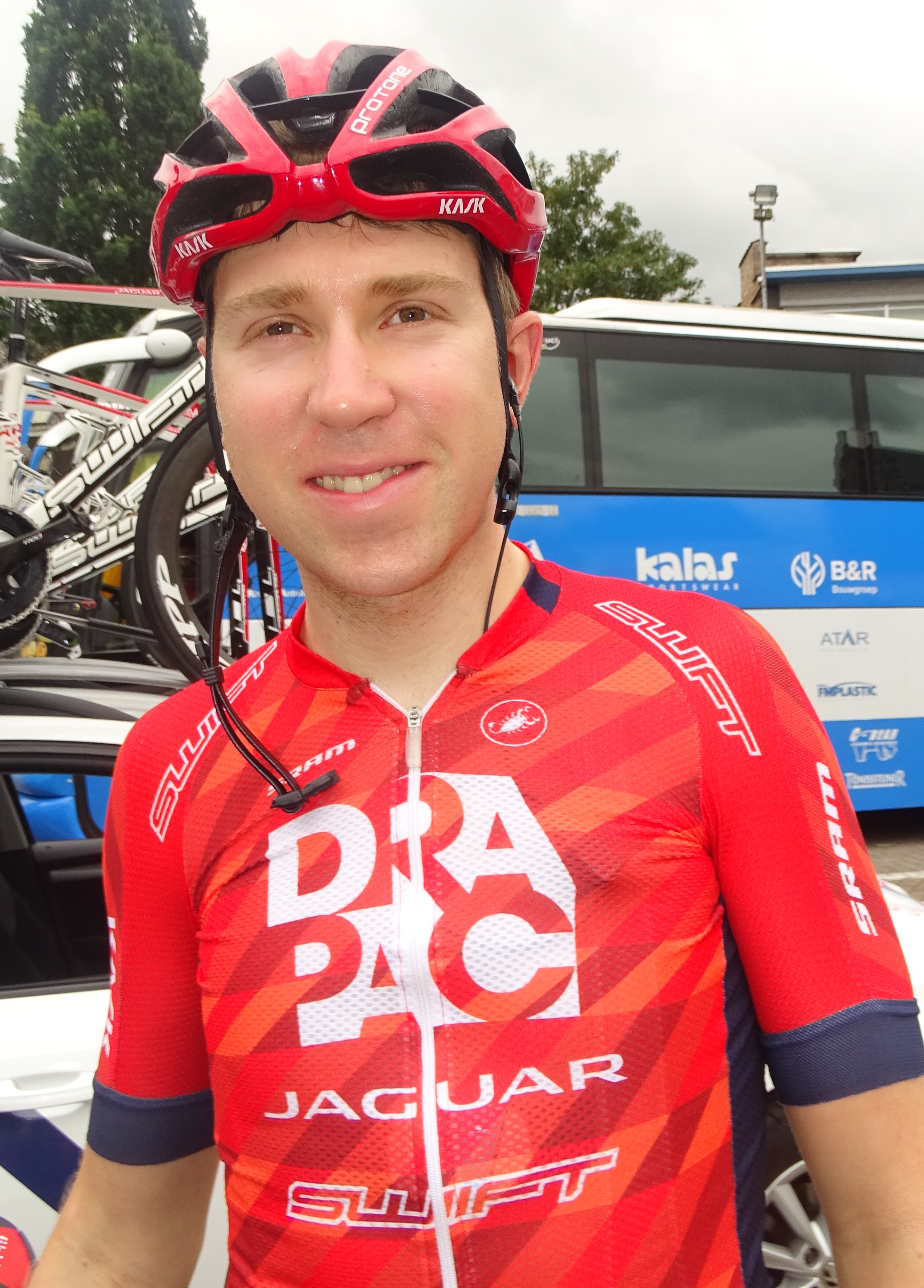
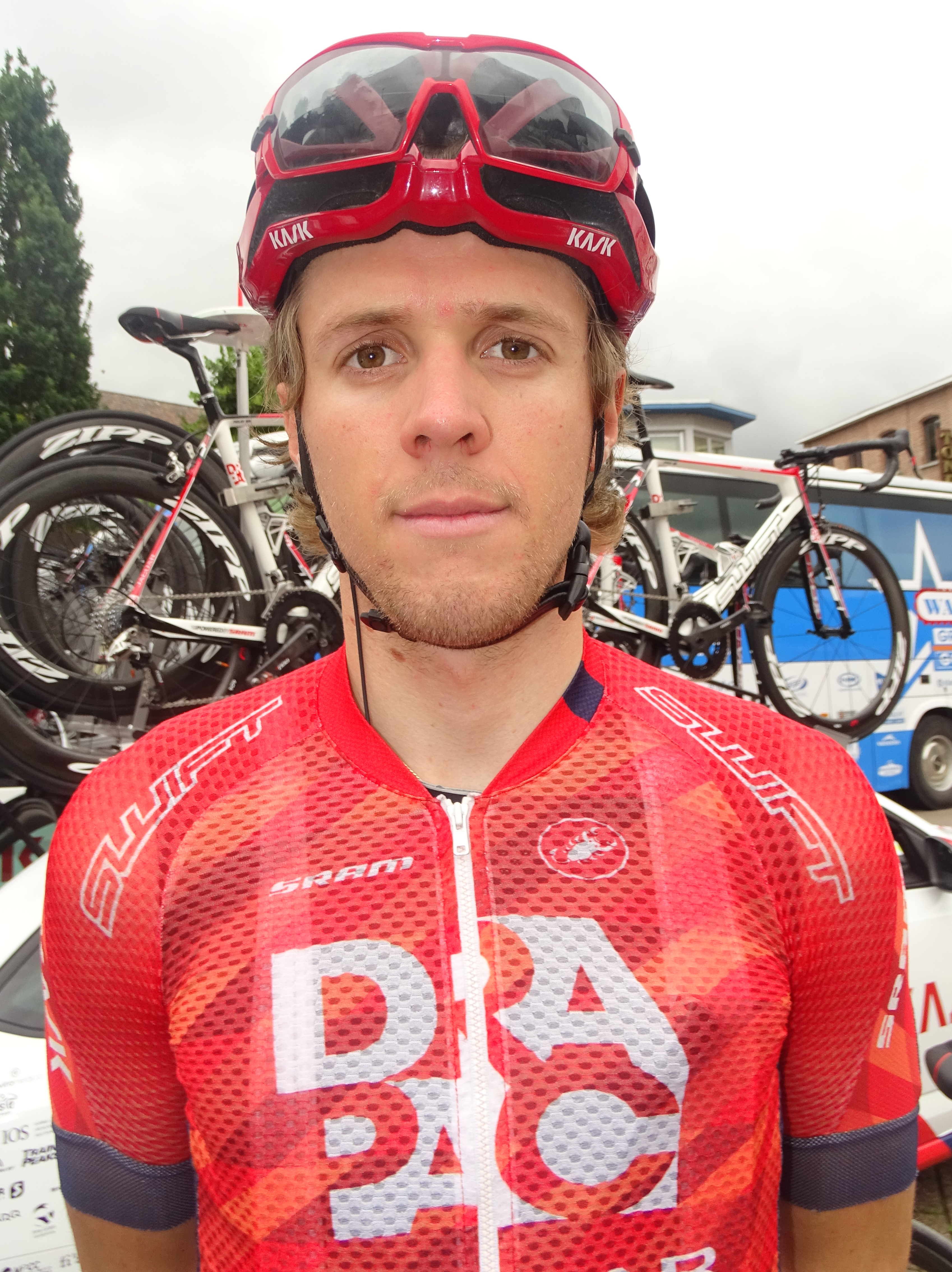
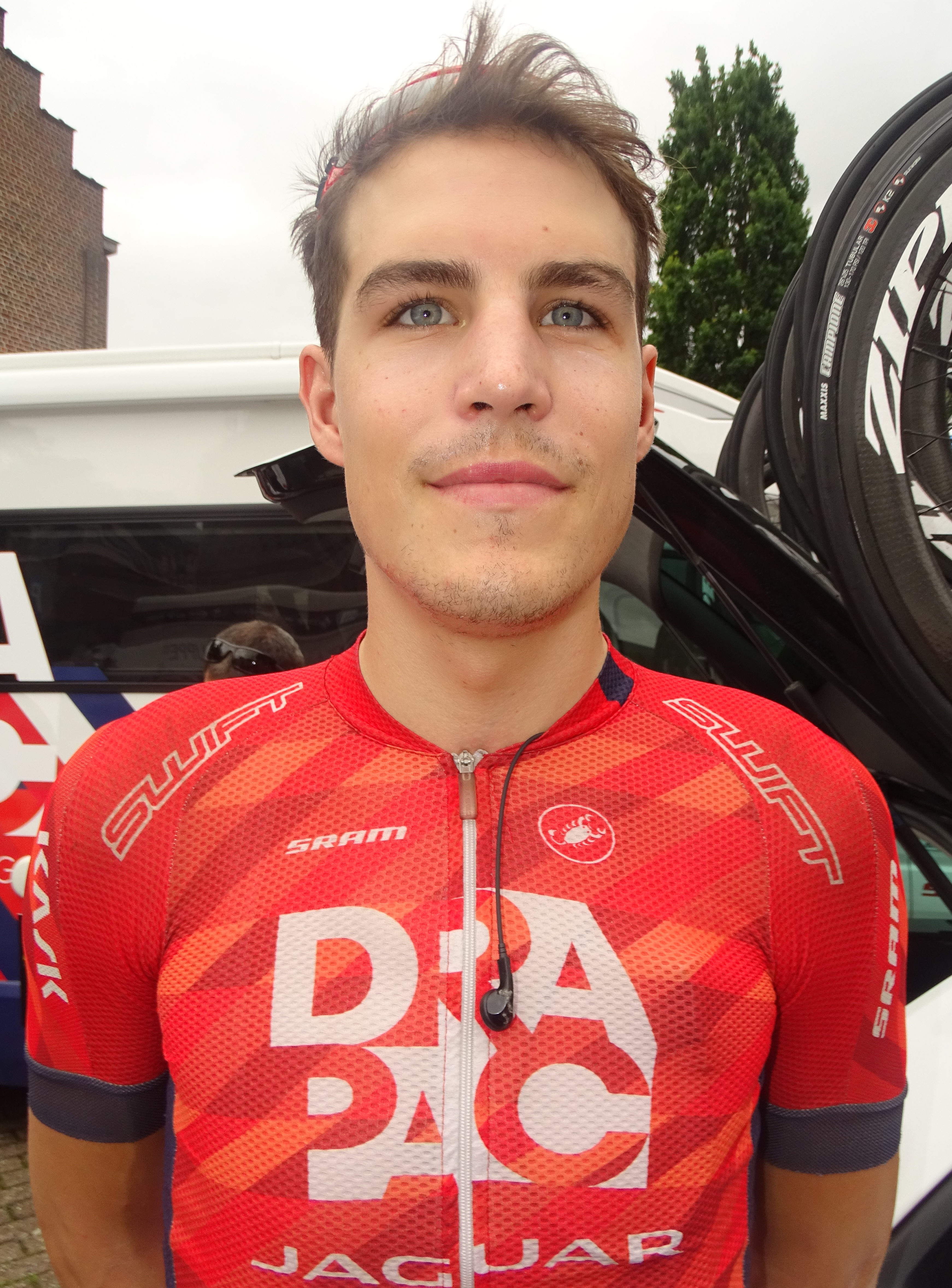
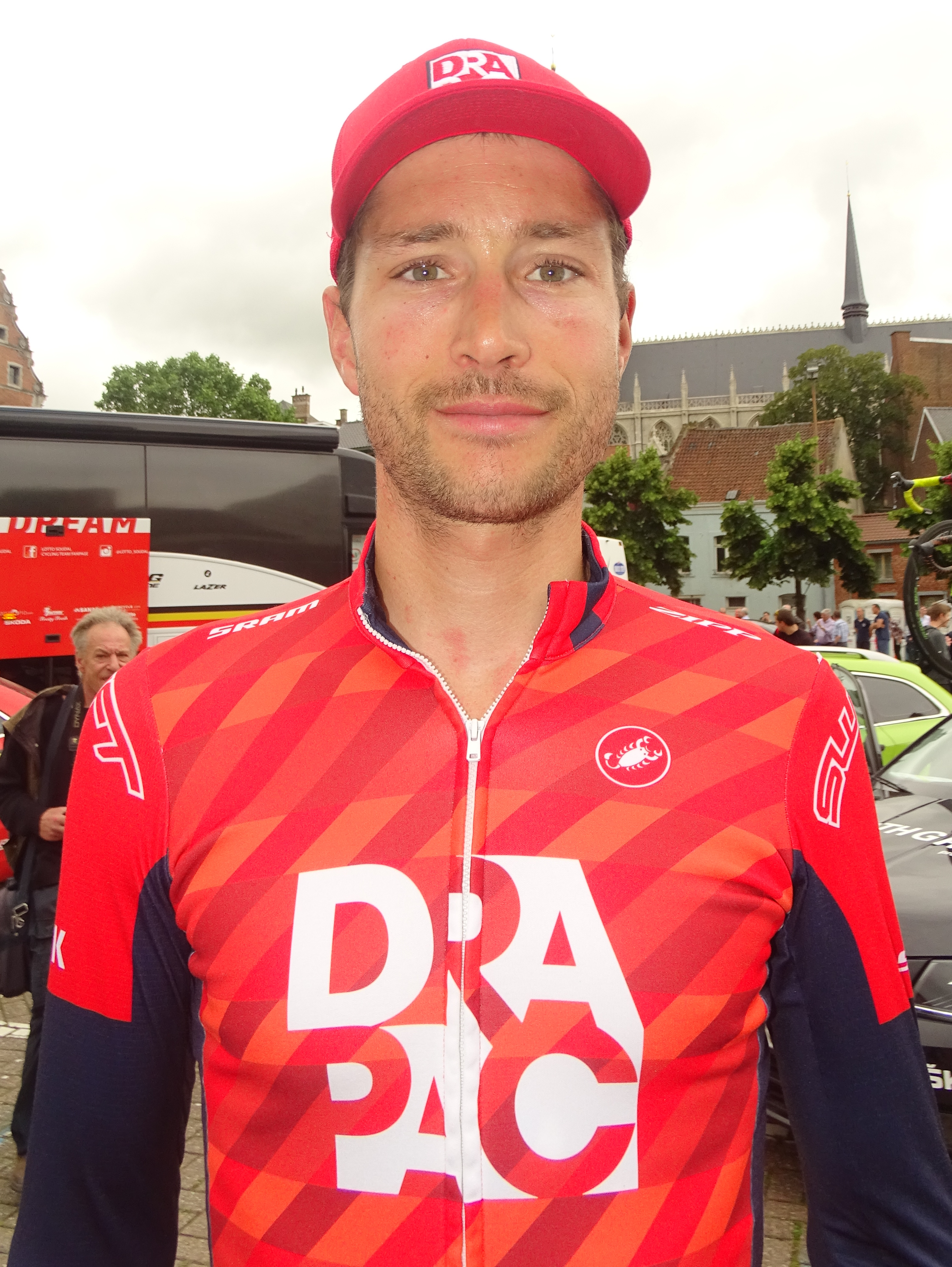

| Cycliste           | Date de naissance | Nationalité      | Équipe 2015        |  |
| ------------------ | ----------------- | ---------------- | ------------------ |  |
| Graeme Brown       | 9 avril 1979      | Australie        | Drapac             |  |
| Brendan Canty      | 17 janvier 1992   | Australie        | Budget Forklifts   |  |
| William Clarke     | 11 avril 1985     | Australie        | Drapac             |  |
| Nathan Earle       | 4 juin 1988       | Australie        | Sky                |  |
| Brad Evans         | 8 mai 1992        | Nouvelle-Zélande | Powernet           |  |
| Brenton Jones      | 12 décembre 1991  | Australie        | Drapac             |  |
| Jordan Kerby       | 15 août 1992      | Australie        | Drapac             |  |
| Peter Koning       | 3 décembre 1990   | Pays-Bas         | Drapac             |  |
| Jason Lowndes      | 14 décembre 1994  | Australie        | Garneau-Québecor   |  |
| Gavin Mannion      | 24 août 1991      | États-Unis       | Jelly Belly-Maxxis |  |
| Travis Meyer       | 8 juin 1989       | Australie        | Drapac             |  |
| Jens Mouris        | 12 mars 1980      | Pays-Bas         | Orica-GreenEDGE    |  |
| Lachlan Norris     | 21 janvier 1987   | Australie        | Drapac             |  |
| Adam Phelan        | 23 août 1991      | Australie        | Drapac             |  |
| Timothy Roe        | 28 octobre 1989   | Australie        | Drapac             |  |
| Thomas Scully      | 14 janvier 1990   | Nouvelle-Zélande | Madison Genesis    |  |
| Samuel Spokes      | 16 avril 1992     | Australie        | Drapac             |  |
| Bernard Sulzberger | 7 septembre 1988  | Australie        | Drapac             |  |

- Portraits

## Bilan de la saison

### Victoires
| Date       | Course                             | Pays           | Classe | Vainqueur      |
| ---------- | ---------------------------------- | -------------- | ------ | -------------- |
| 20/01/2016 | 3e étape du Tour de San Luis       | Argentine      | 2.1    | Peter Koning   |
| 03/02/2016 | Prologue du Herald Sun Tour        | Australie      | 2.1    | William Clarke |
| 06/02/2016 | 1re étape du Tour de Taïwan        | Taipei chinois | 2.1    | William Clarke |
| 09/02/2016 | 4e étape du Tour de Taïwan         | Taipei chinois | 2.1    | William Clarke |
| 05/06/2016 | 3e étape des Boucles de la Mayenne | France         | 2.1    | Thomas Scully  |
| 08/06/2016 | 4e étape du Tour de Corée          | Corée du Sud   | 2.1    | Brenton Jones  |
| 11/06/2016 | 7e étape du Tour de Corée          | Corée du Sud   | 2.1    | Brad Evans     |
| 12/06/2016 | 8e étape du Tour de Corée          | Corée du Sud   | 2.1    | Brenton Jones  |
| 02/07/2016 | Prologue du Tour d'Autriche        | Autriche       | 2.1    | William Clarke |
| 05/07/2016 | 3e étape du Tour d'Autriche        | Autriche       | 2.1    | Brendan Canty  |
| 30/07/2016 | 3e étape du Tour du Portugal       | Portugal       | 2.1    | William Clarke |

### Résultats sur les courses majeures
Les tableaux suivants représentent les résultats de l'équipe dans les principales courses du calendrier international dans lesquelles l'équipe bénéficie d'une invitation (les cinq classiques majeures et les trois grands tours). Pour chaque épreuve est indiqué le meilleur coureur de l'équipe, son classement ainsi que les accessits glanés par Drapac sur les courses de trois semaines.

#### Classiques
| Classique            | Milan-San Remo | Tour des Flandres | Paris-Roubaix | Liège-Bastogne-Liège | Tour de Lombardie |
| -------------------- | -------------- | ----------------- | ------------- | -------------------- | ----------------- |
| Coureur (classement) | Non invitée    | Non invitée       | Non invitée   | Non invitée          |                   |

#### Grands tours
| Grand tour           | Tour d'Italie | Tour de France | Tour d'Espagne |
| -------------------- | ------------- | -------------- | -------------- |
| Coureur (classement) | Non invitée   | Non invitée    | Non invitée    |
| Accessits            | -             | -              | -              |